# Histoire de la Slovénie

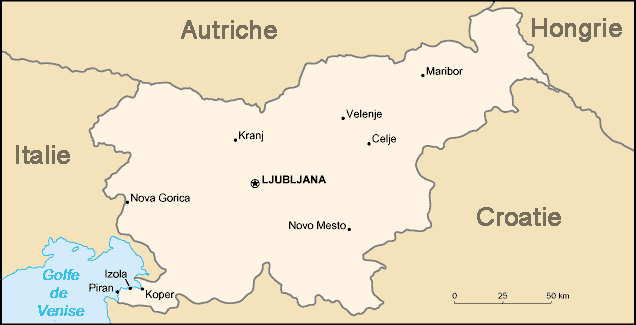
Carte minimaliste de la Slovénie (2024).

Cet article retrace l'histoire de la Slovénie de l'Antiquité jusqu'à aujourd'hui.
La Slovénie actuelle, sur un territoire de 20 273 km2, est riche d'une population de 2,1 millions de Slovènes, parlant très majoritairement la langue slovène. La démographie de la Slovénie est en progression constante lente et régulière au moins depuis 1857 (1,1 million).
La diaspora slovène (en) est faible (peu chiffrée, sans doute inférieure à 300 000), sauf en Italie, aux États-Unis et en Argentine.

## Préhistoire
La préhistoire de l'Europe du Sud-Est est assez bien connue.
L'Europe néolithique est surtout marquée dans la région par la culture de Vinča et la culture de la céramique cardiale.

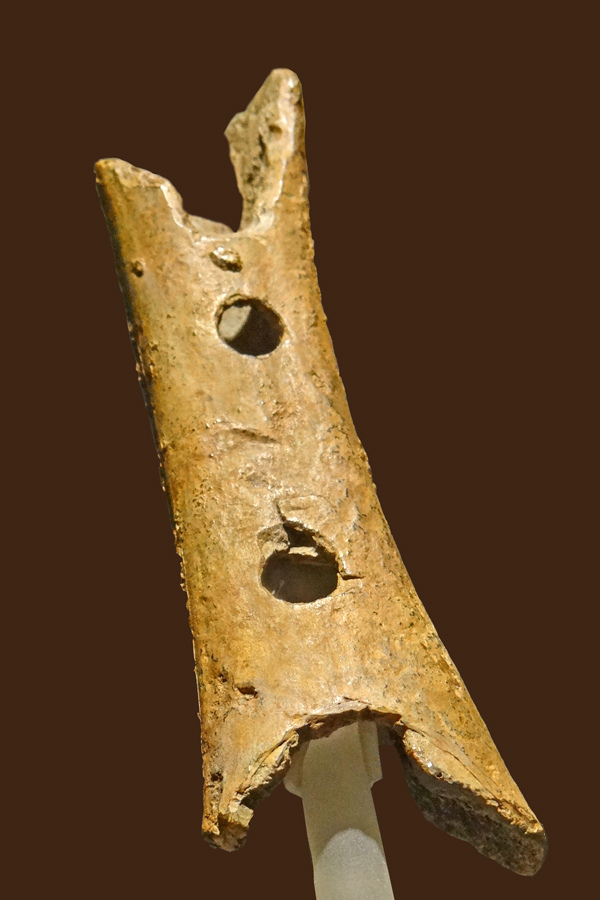
Flûte paléolithique (Divje Babe).
Expansion au néolithique.
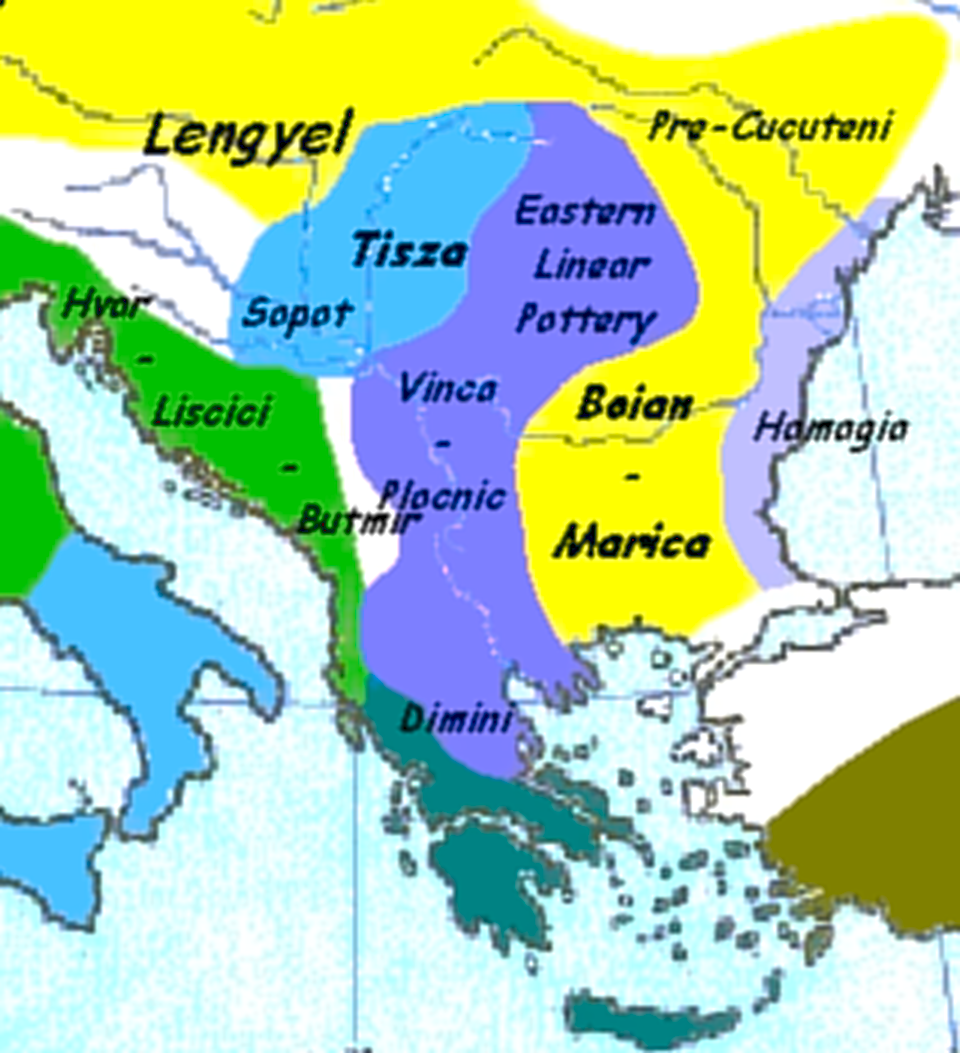
Cultures archéologiques d'Europe du sud-est au néolithique.
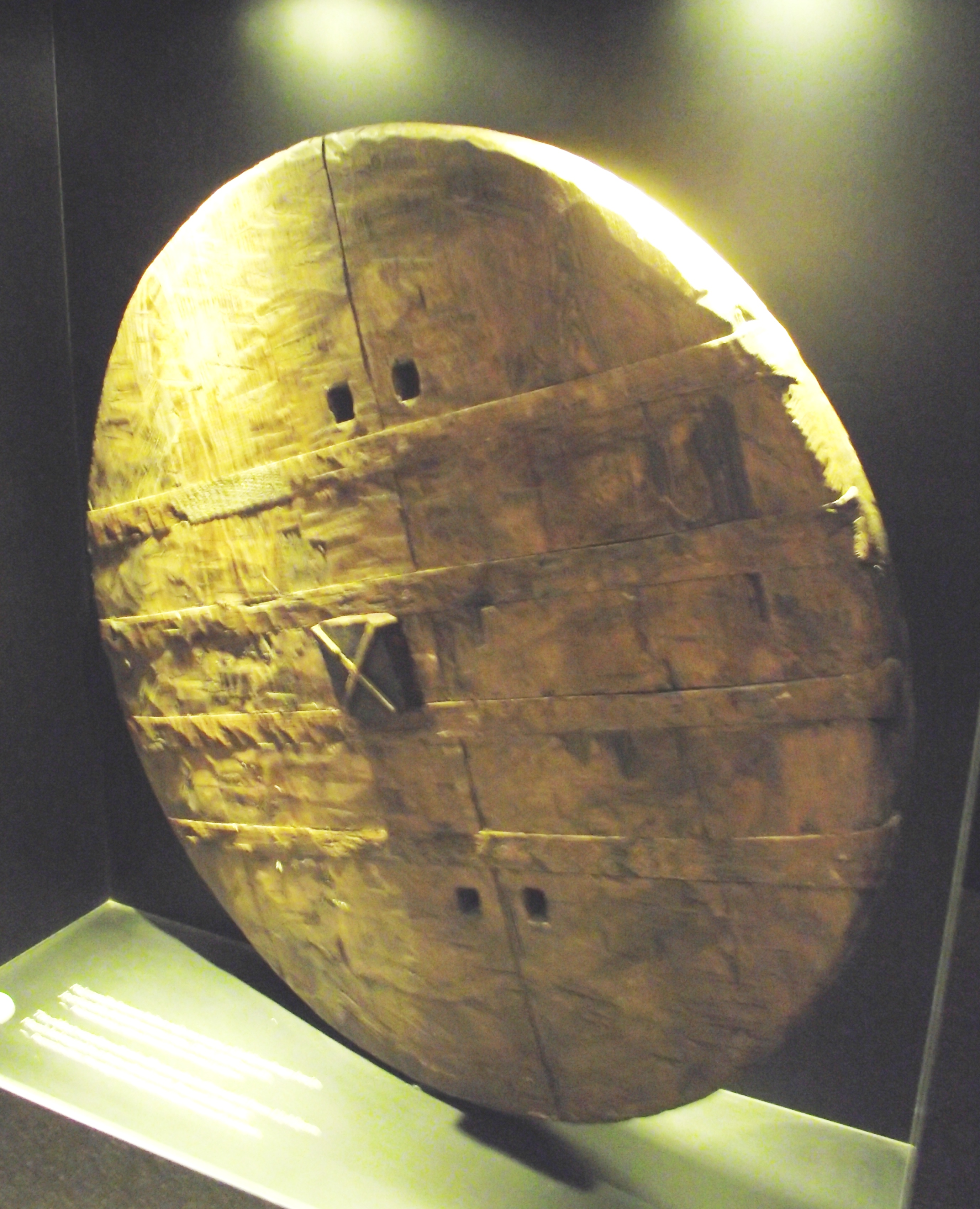
Roue de char (reconstitution).
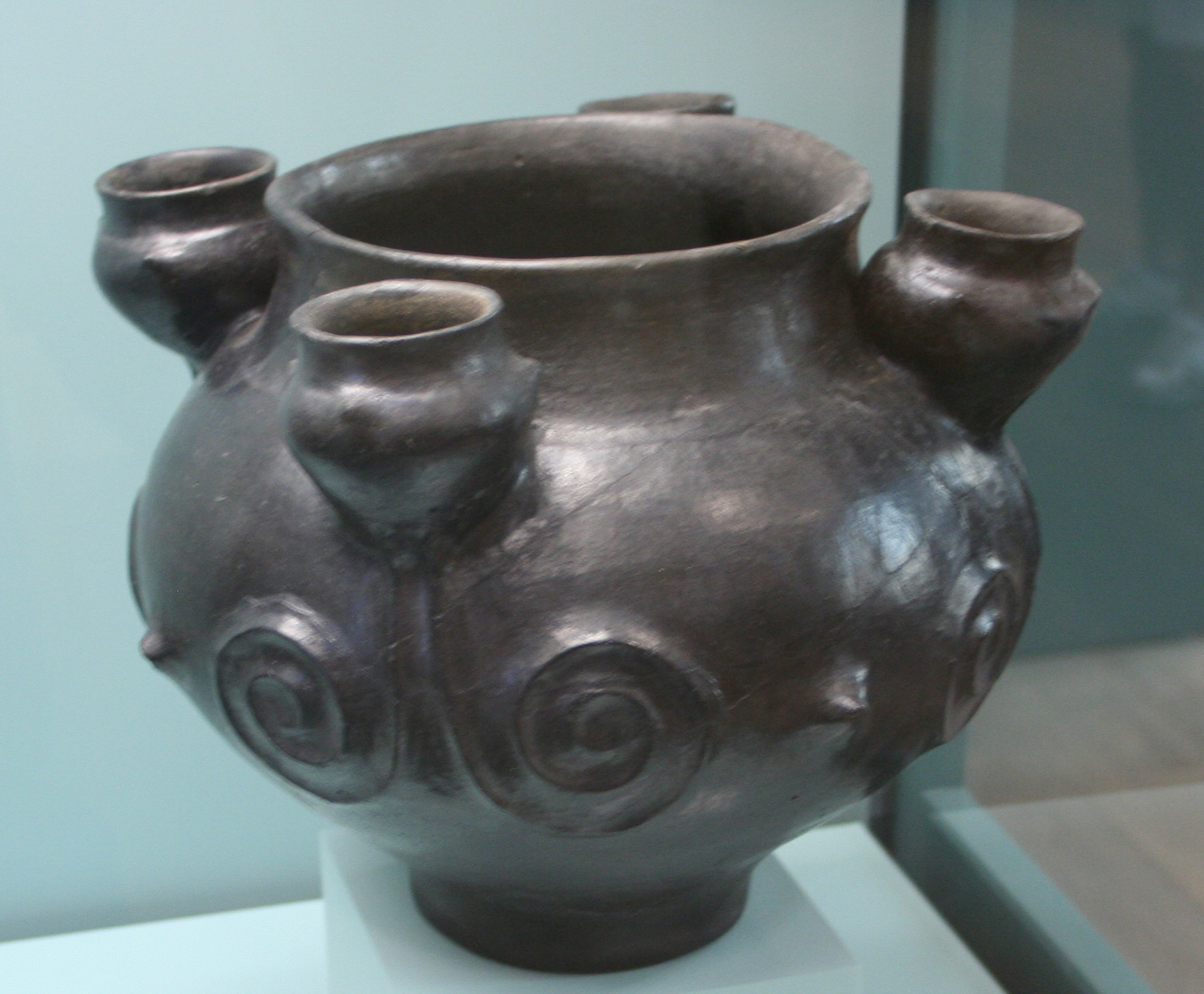
Récipient de réception (Carinthie).

## Antiquité
Aux temps anciens, le territoire de l'actuelle Slovénie était peuplé de Celtes, d'Illyriens et de Pannoniens. L'Empire romain conquit la région au Ier siècle, après 200 ans de lutte contre les tribus locales. Les plus importantes cités antiques de la région incluent Celeia (aujourd'hui Celje), Emona (Ljubljana), Nauportus (Vrhnika) et Poetovio (Ptuj).
Articles connexes :
- Norique, Pannonie, Pannonie supérieure, Pannonia Prima (en), Pannonia Savia (en) ;
- liste des noms latins des villes des Balkans, Antiquité tardive ;
- liste des peuples celtes, Taurisques ;
- diocèse des Pannonies (314-440) ;
- préfecture prétorienne d'Illyricum (347-vers 650) ;
- royaume d'Odoacre (476-493) ;
- royaume ostrogoth (493-553), liste des souverains ostrogoths.

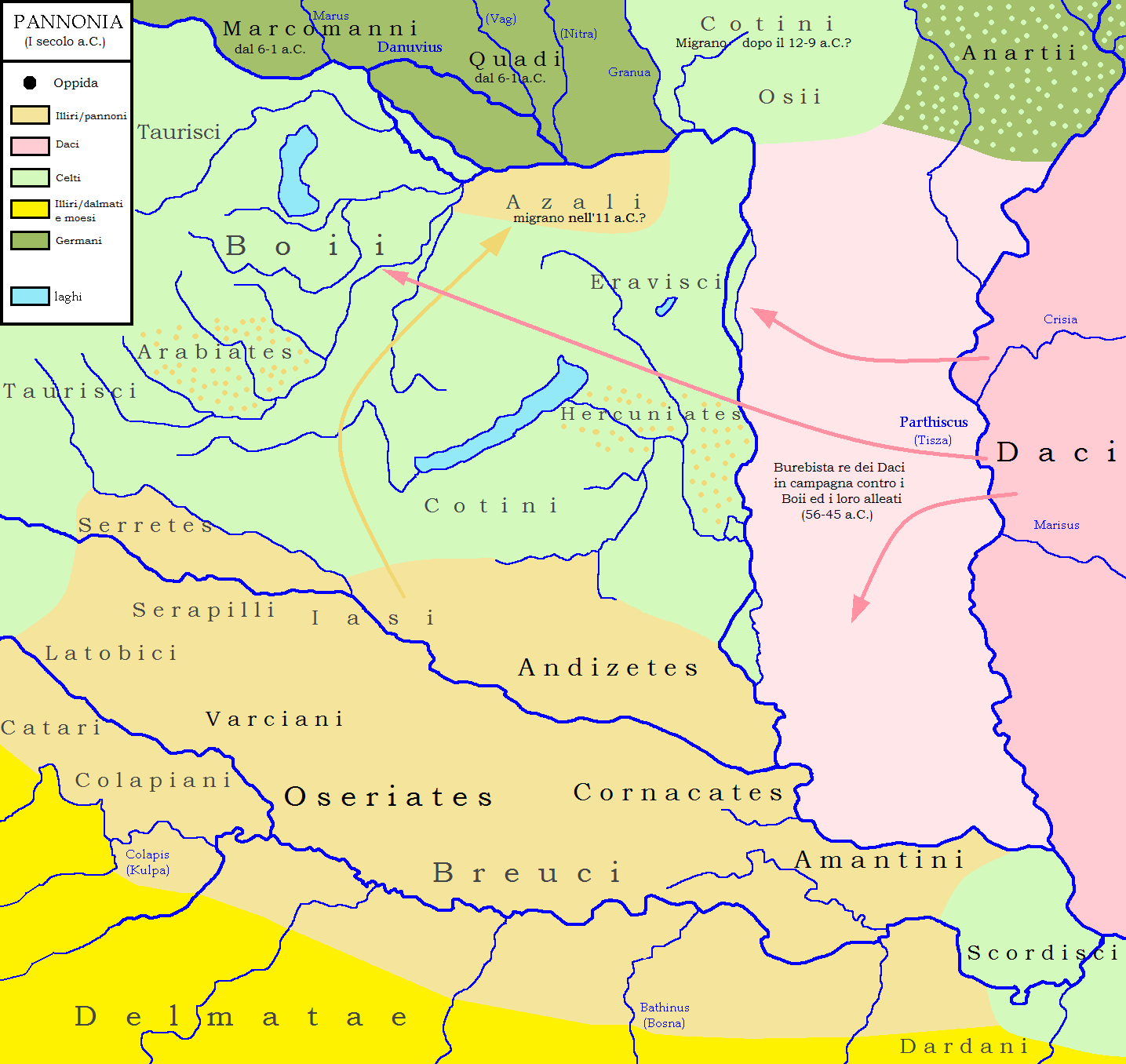
Peuples de la Pannonie.
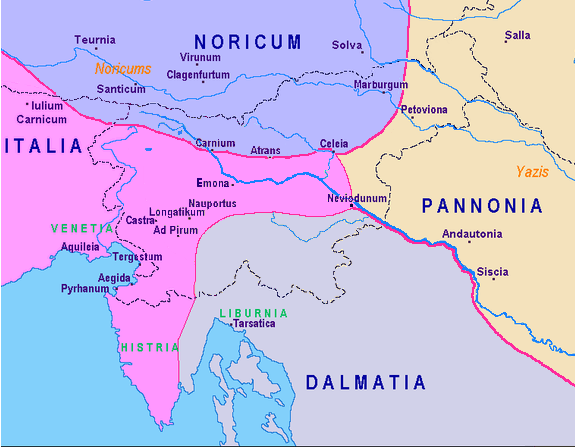
Région au premier siècle (Empire Romain).
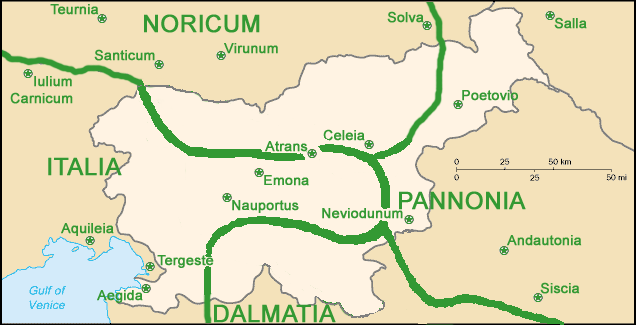
Provinces et cités romaines, vers 100.
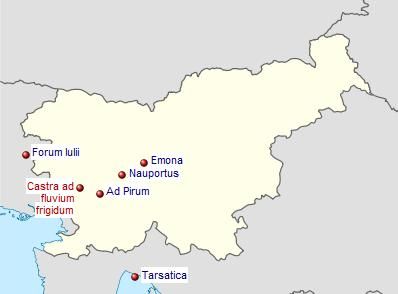
Claustra Alpium Iuliarum.
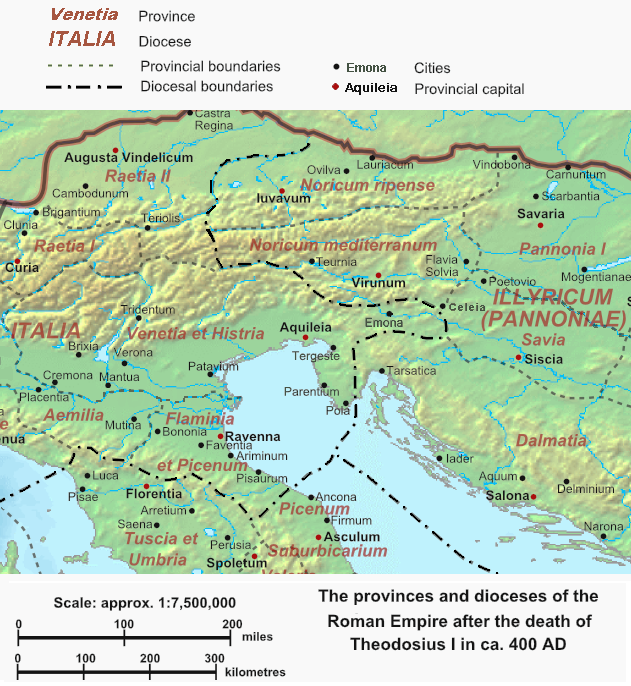
Vénétie-Histrie.

## Carantanie / Carinthie (vers 600-800)
Comme leur nom l'indique, les Slovènes sont des Slaves mêlés à une population indigène vénète. Issus de la grande plaine au nord des Carpates, les Slaves occupent la plaine de Pannonie. Ils commencent au début du VIe siècle leurs expéditions en direction des villes romaines de l'Adriatique. Les premiers temps de la Carinthie ne sont pas connus. Une hypothèse suggère que cet État a émergé au VIe siècle, lorsque les Lombards sont partis à l'ouest envahir les régions du Nord de l'Italie. Le tout premier État slave et slovène, la Carinthie, recouvre la plus grande partie du territoire de l'actuelle Carinthie autrichienne et de la Carinthie slovène. La Karantanie existait de manière certaine au VIIIe siècle. Les chefs de famille des tribus désignaient un duc au cours d'une cérémonie qui se tenait sur la Pierre des princes (en) (slovène : knežji kamen, allemand : Fürstenstein), pierre dressée préhistorique, près de Krnski grad (Karnburg (de), Maria Saal) en Carinthie autrichienne. Là, devant l'assemblée des hommes libres, le duc acceptait la couronne d'un paysan et prêtait serment de défendre les droits de ses sujets. En 746, la Carinthie passe sous la tutelle de la Bavière. Menacés par les nomades avars, les Slaves demandent l'aide de leurs voisins germaniques. Cette soumission entraîne la conversion au christianisme.

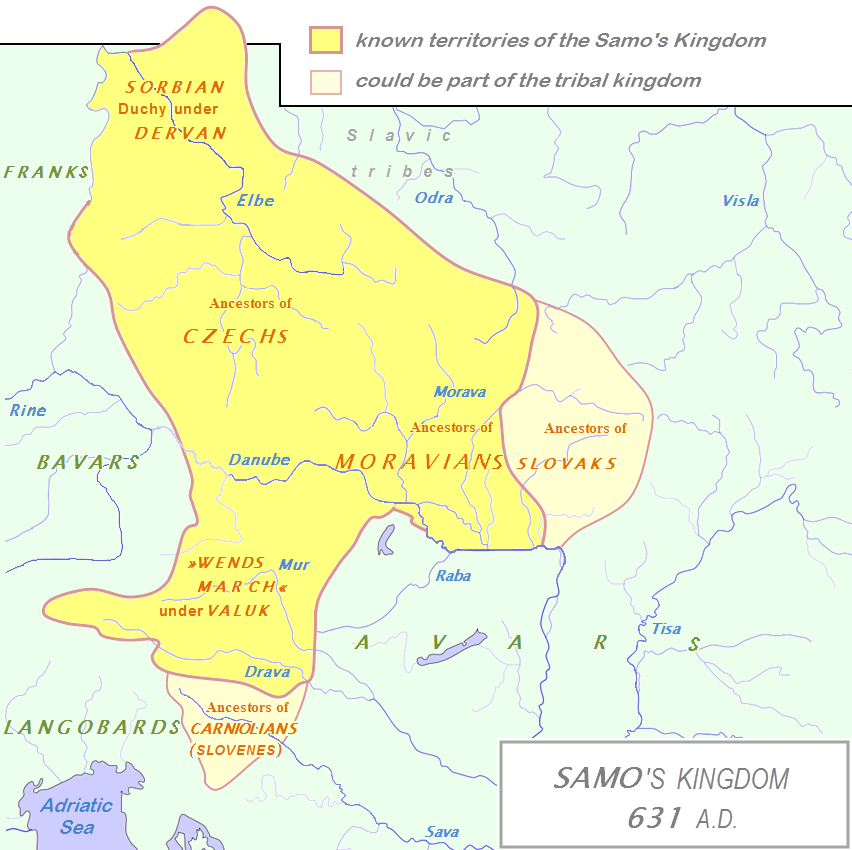
Implantation slave vers 631 à l'époque du roi slave Samo.
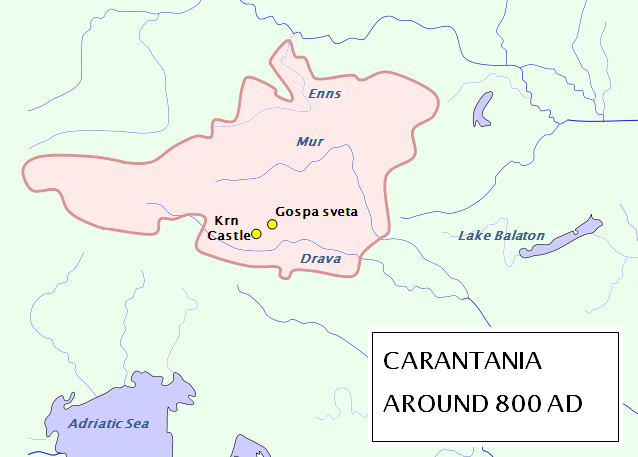
Carantanie vers 800.
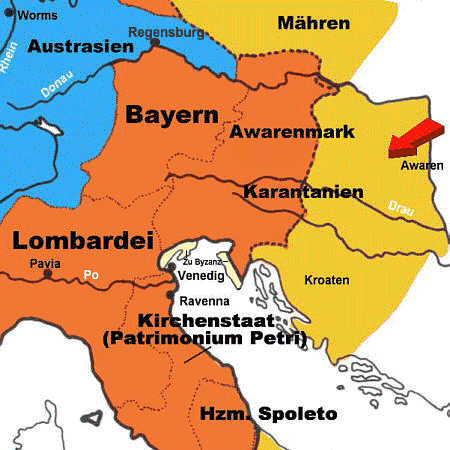
Carantanie et Marche des Avars.
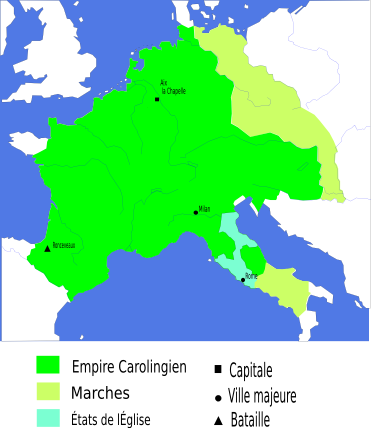
Empire carolingien.
Francie orientale (en jaune orangé).

## Domination allemande/germanique (800-1914)
Dès le IXe siècle, les territoires habités par les Carinthiens, plus tard les Slovènes, tombent sous une domination étrangère, notamment un contrôle partiel et coopératif par la Bavière et les ducs de la république de Venise.
Les attaques des Hongrois, établis depuis 896 dans la plaine de Pannonie, forcent le Saint-Empire romain germanique à consolider ses marches alpines. En 952, l'empereur Othon Ier le Grand fonde un duché de Karananie dont les frontières incluent une partie de la Slovénie. Des colons allemands repoussent la langue slovène jusqu'au sud de la Drave. Le Saint-Empire réorganise à plusieurs reprises ces provinces et, face au péril des Hongrois, créée des marches : la marche de l'Est, future Autriche, la marche de Carinthie, les régions de la Drave et de la Save, l'Istrie, tous territoires qui englobent des Slovènes. La frontière orientale limite un domaine croate qui n'a pas changé en un millénaire.
Les trois duchés dorénavant nommés Carinthie, Styrie et Carniole, tout en demeurant sous le sceptre nominal du Saint-Empire, passent sous la dépendance immédiate de plusieurs familles. À la fin du XIIIe siècle, la montée en force de Venise attache à la cité des doges la région et une partie de la côte Adriatique qu'elle conserve jusqu'en 1727, gagnant ainsi sur l'espace slovène.
Les Slovènes habitant les provinces de la Carinthie, la Carniole et la Styrie vivent alors sous la domination des Habsbourg du XIVe siècle jusqu'à 1918, sans statut juridique spécifique mais en ayant des députés à Vienne. En effet, l'empereur Rodolphe Ier (1273-1291) investit ses deux fils Rudolf et Albert des duchés d'Autriche, Styrie, Carinthie, Carniole. Toutefois, cette domination fut contestée au XVe siècle par les comtes de Celje. Leur fin à Belgrade en 1456, où le dernier des comtes fut tué par Jean de Hunyadi, prince hongrois, mit un terme à l'embryon d'un État slovène.
Tandis que les élites de ces régions se germanisent, les populations paysannes résistent fortement à la germanisation et conservent leur culture et leur langue. Après avoir subi l'influence de la Réforme au XVIe siècle, la région est recatholicisée sous le règne de l'archiduc Ferdinand d'Autriche (règne 1590-1637), qui devient plus tard empereur et poursuit une politique identique dans les autres territoires des Habsbourg. 
Durant une parenthèse de quatre ans, une partie du territoire de l'actuelle Slovénie et de la Croatie passe sous la tutelle de Napoléon sous le nom de Provinces illyriennes.
Au cours du XIXe siècle, des intellectuels codifièrent le slovène pour en faire une langue littéraire, tandis qu'un nationalisme balbutiant commençait à réclamer l'autonomie de la Slovénie à l'intérieur de l'Empire austro-hongrois.

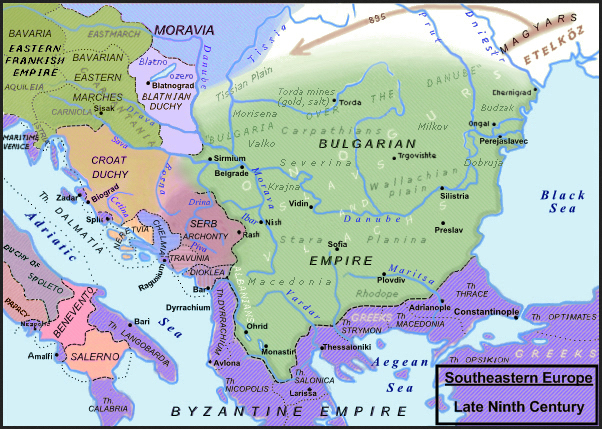
Europe du Sud-Est (vers 890).
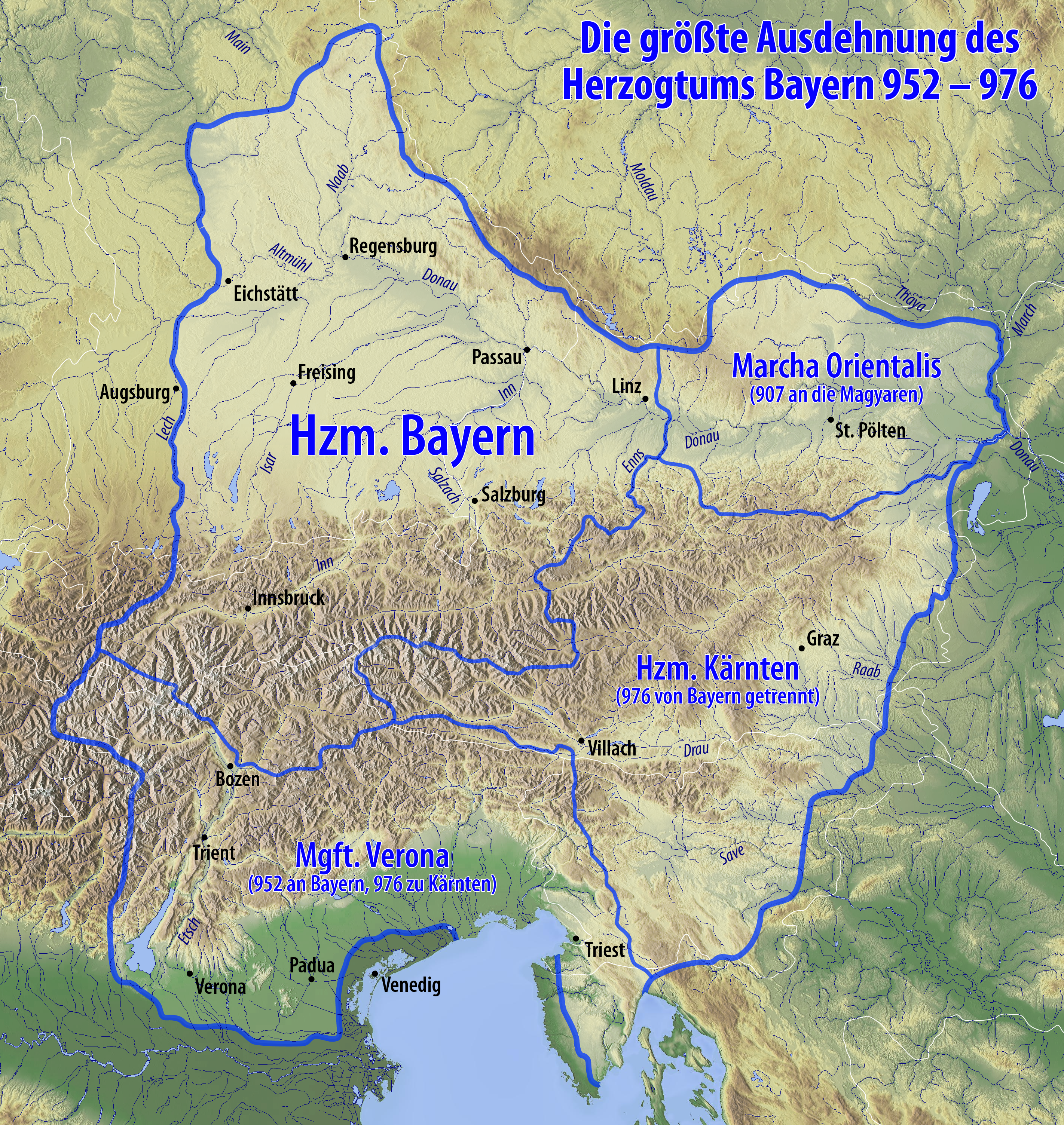
Duché de Bavière (907–1623) vers 950-970.
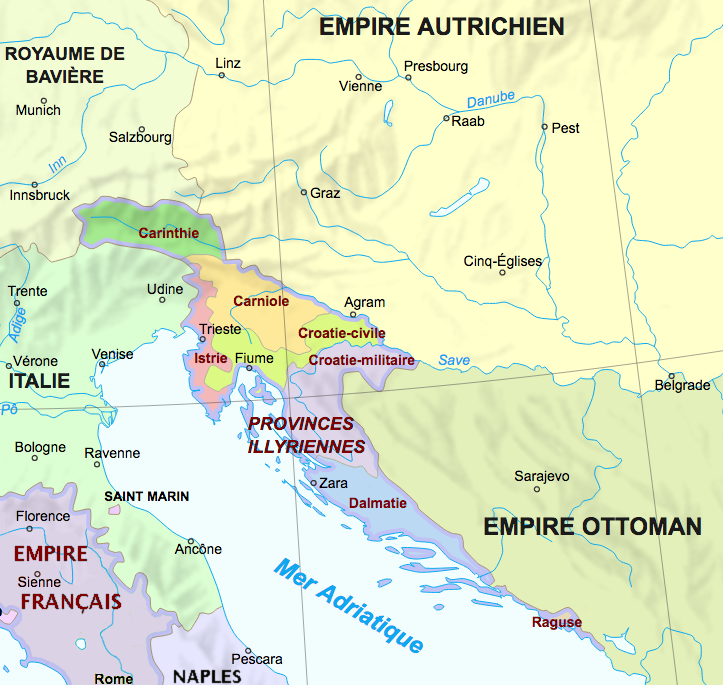
Provinces illyriennes (1809-1813/1814).
Répartition ethnique en Autriche-Hongrie (1910) et États proposés pour les États-Unis de Grande-Autriche (1906).
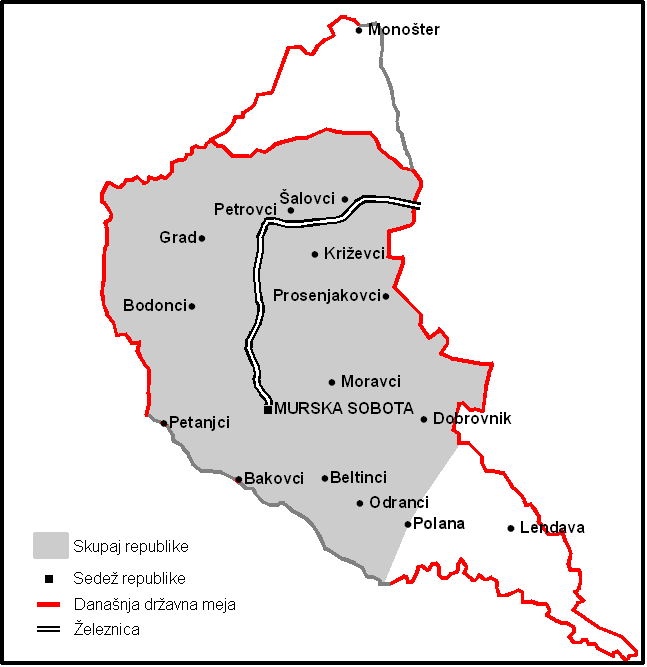
République de Prekmurje (1919).

## Seconde Guerre mondiale (1939-1945)
Durant la Seconde Guerre mondiale, après l'invasion de la Yougoslavie, le territoire slovène est partagé entre l'Italie (qui se réserve la région de la capitale qu'elle transforme en province de Ljubljana), l'Allemagne nazie et la Hongrie. 
À l'issue d'une terrible guerre de résistance (menée en Slovénie par le Front de libération de la nation slovène, la branche locale des Partisans dirigée par Boris Kidrič), la Yougoslavie est reconstituée. La Slovénie devient la république populaire de Slovénie, État fédéré de la république populaire fédérative de Yougoslavie proclamée le 29 novembre 1945. 
Au traité de Paris en 1947, l'Italie perd la quasi-totalité de la Vénétie julienne. 
L'Istrie est ensuite placée provisoirement dans la zone B du territoire libre de Trieste. Ce territoire est dissout de facto en 1954, quand la zone A comprenant la ville de Trieste est rendue à l'Italie tandis que la zone B est attachée à la fédération yougoslave. Par ce fait l'Istrie se vide par un fort exode offrant une région et un accès stratégique à la mer à l'actuelle Slovénie.

Slovénie en 1940.
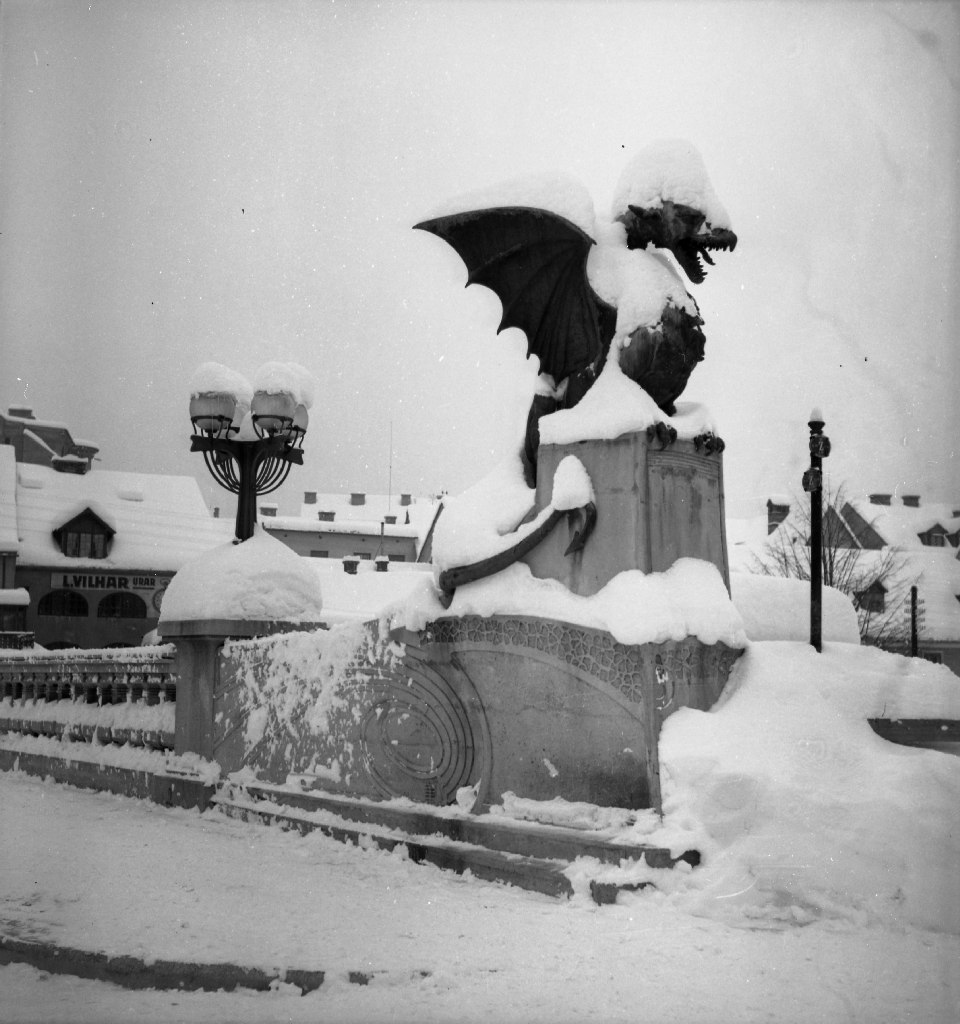
Pont des Dragons, Ljubljana, 1940.
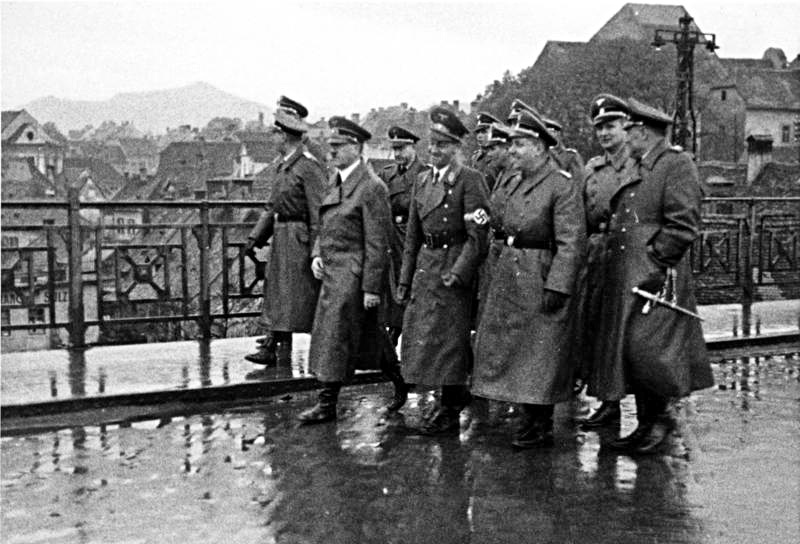
Adolf Hitler et Martin Bormann visitant Maribor occupée en avril 1941, lançant officiellement les politiques anti-slovènes nazies. Entre 20 et 25 000 civils slovènes furent massacrés par les nazis et leurs alliés fascistes et de nombreux autres furent déportés.
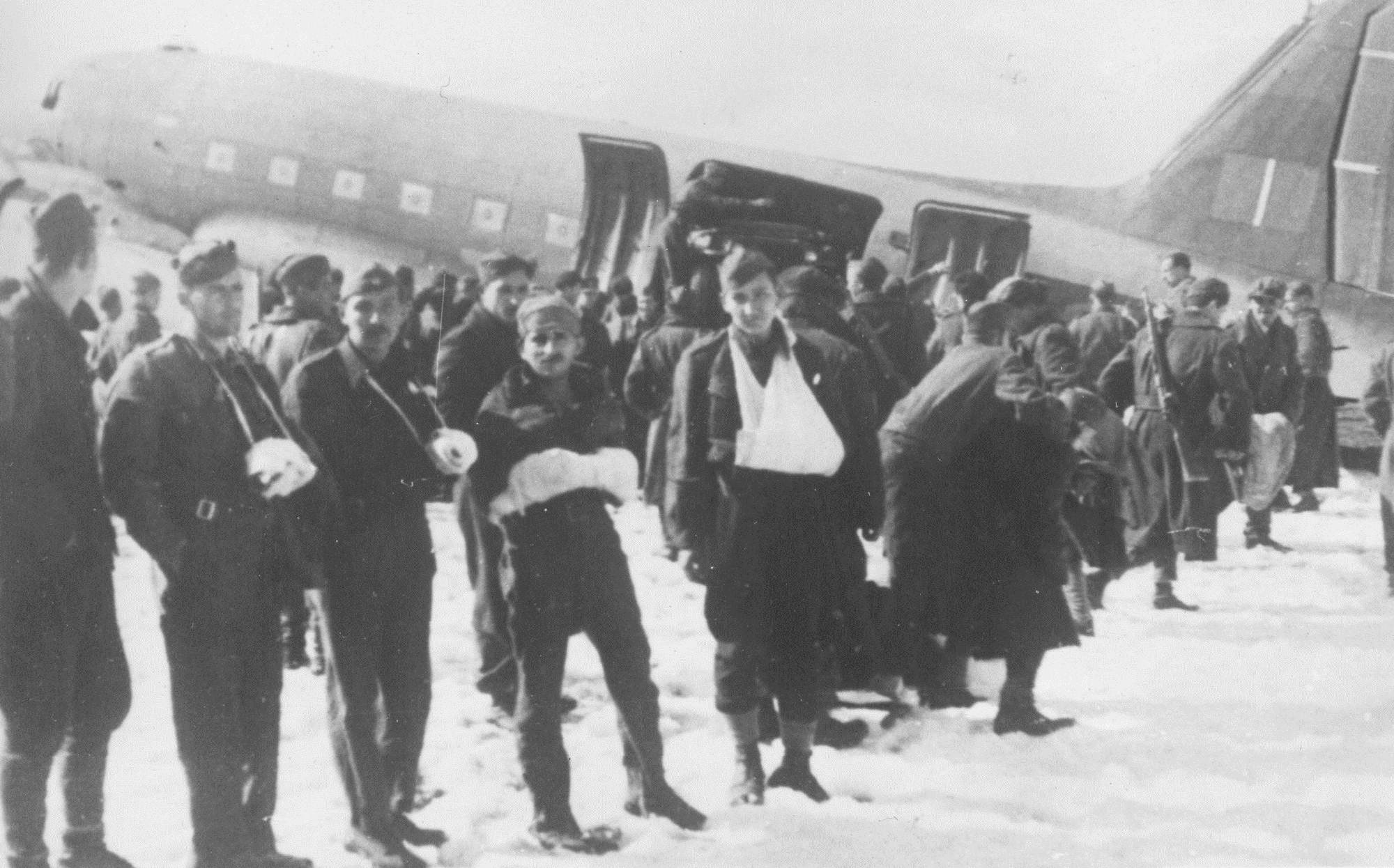
Partisans, 1945.
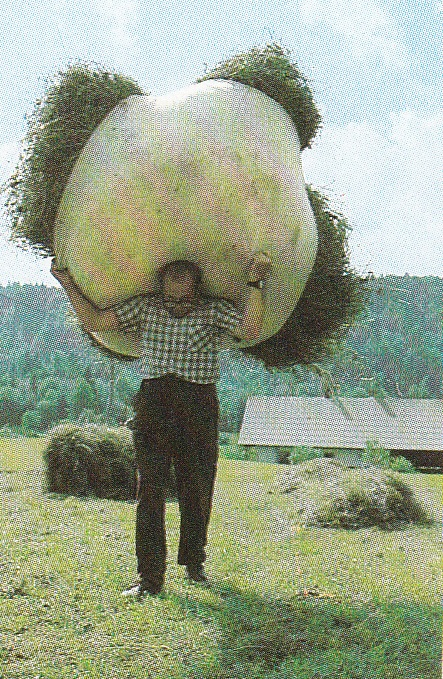
Ballot de foin (sd).

## Slovénie communiste, dans la Yougoslavie (1945-1990)
Les intellectuels slovènes jouent un rôle important dans la politique yougoslave et ont notamment inspiré la réforme économique de 1965 orientée vers une certaine décentralisation. La volonté d'ouverture des Slovènes se concrétise en 1969 par le projet d'autoroute vers l'Italie. Le projet étant interdit par le gouvernement de la fédération, le gouvernement slovène de Stane Kavčič (sl) démissionne.
Au sein de la Yougoslavie communiste, la Slovénie a été la république la plus avancée et la plus prospère. Ainsi, le quart des exportations yougoslaves sont dues à la Slovénie, qui ne participe pourtant qu'à 8,5 % de la population. Avant de décéder à Ljubljana en 1980, Tito avait pour ambition de continuer à concentrer le pouvoir économique et politique entre ses mains. Mais la Slovénie s'est tournée vers la démocratie et s'est ouverte aussi bien du point de vue culturel, civique qu'économique, à un degré presque sans précédent dans le monde communiste. En septembre 1989, l'Assemblée générale de la république yougoslave de Slovénie adopte un amendement à sa constitution accordant le droit à la Slovénie de faire sécession de la Yougoslavie.

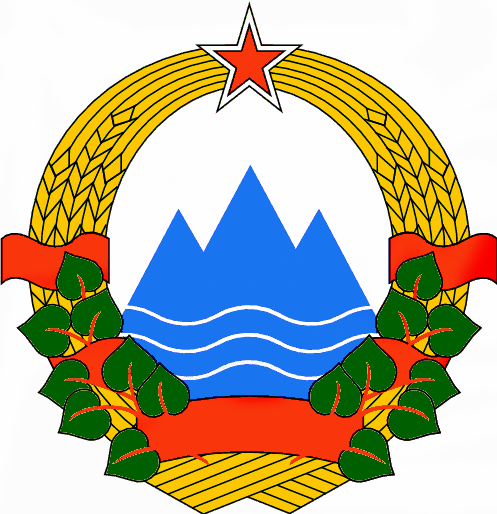
Armes de l'ex-république socialiste de Slovénie au sein de la république fédérative socialiste de Yougoslavie.

## Slovénie indépendante (1990-présent)

Carte de Slovénie (depuis 1990).

Le 23 décembre 1990, un référendum sur l'indépendance aboutit avec près de 89 % des voix. La déclaration formelle d'indépendance intervient après le passage d'une loi en ce sens le 25 juin 1991,. Un court conflit armé a lieu lorsque les troupes slovènes sont confrontées à une tentative d'intervention yougoslave,. La guerre s'étend sur une dizaine de jours, à l'issue desquels l'accord de Brioni est signé sous les auspices de la Communauté européenne le 7 juillet 1991. L'armée yougoslave commence son retrait et le dernier soldat quitte le territoire le 26 octobre suivant.
Les liens historiques avec l'Europe occidentale font alors de la Slovénie un candidat désigné pour l'adhésion à l'Union européenne et à l'OTAN. La Slovénie devient membre de l'OTAN le 29 mars 2004 et de l'Union européenne le 1er mai 2004. Elle abandonne officiellement sa monnaie, le tolar, au profit de l'euro le 1er janvier 2007, devenant le treizième pays à rejoindre la zone euro. Le change définitif est fixé à 239,64 tolars pour un euro.

## Galerie de dirigeants politiques récents
Présidence

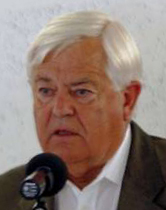
Milan Kučan 1991-2002.
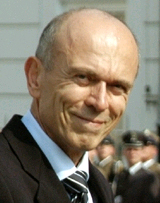
Janez Drnovšek 2002-2007.
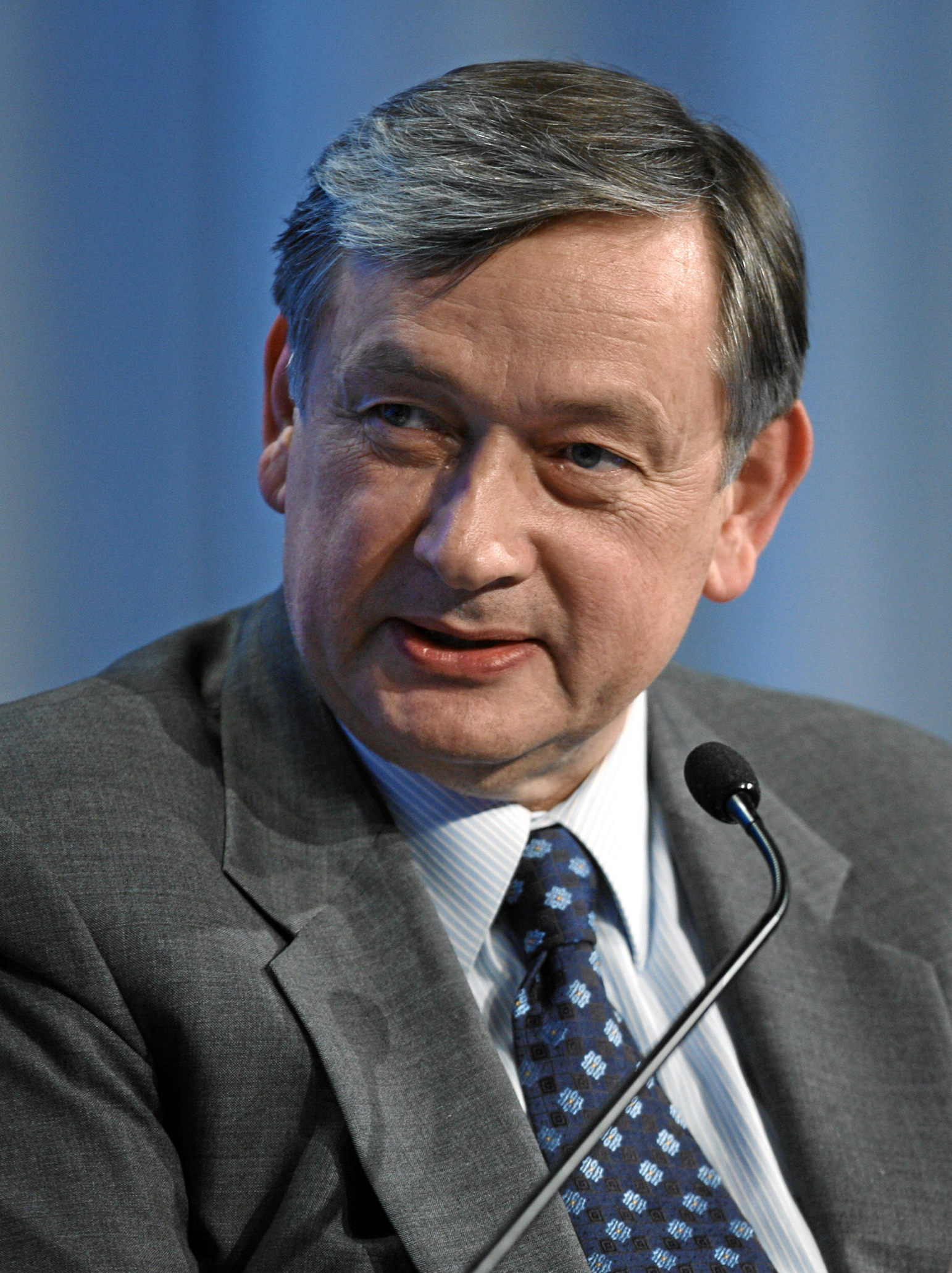
Danilo Türk 2007-2012.
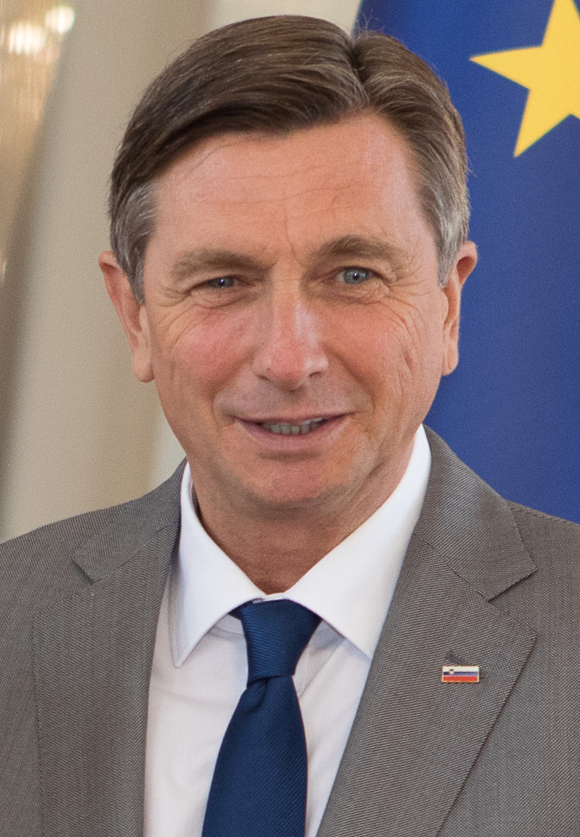
Borut Pahor 2012-2022.
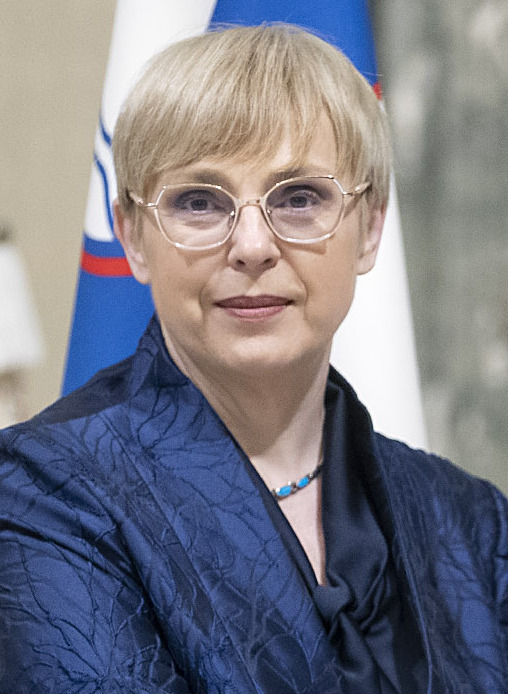
Nataša Pirc Musar 2022-présent.

Gouvernement

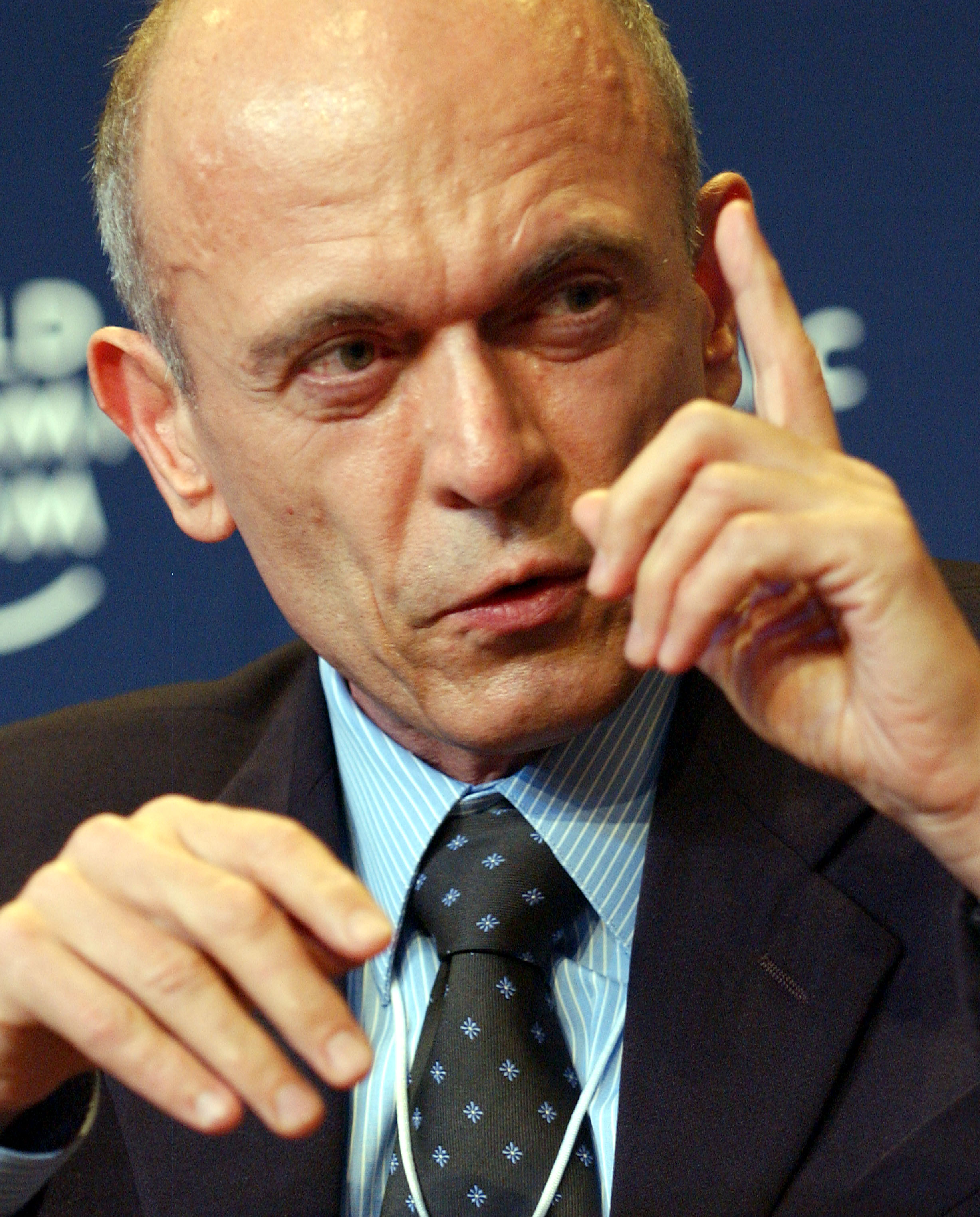
Janez Drnovšek 2000-2002.
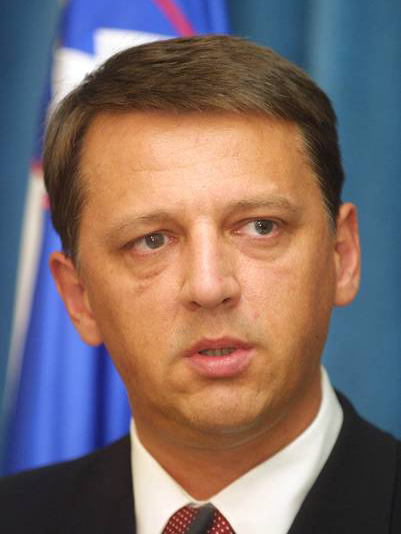
Anton Rop 2002-2004.
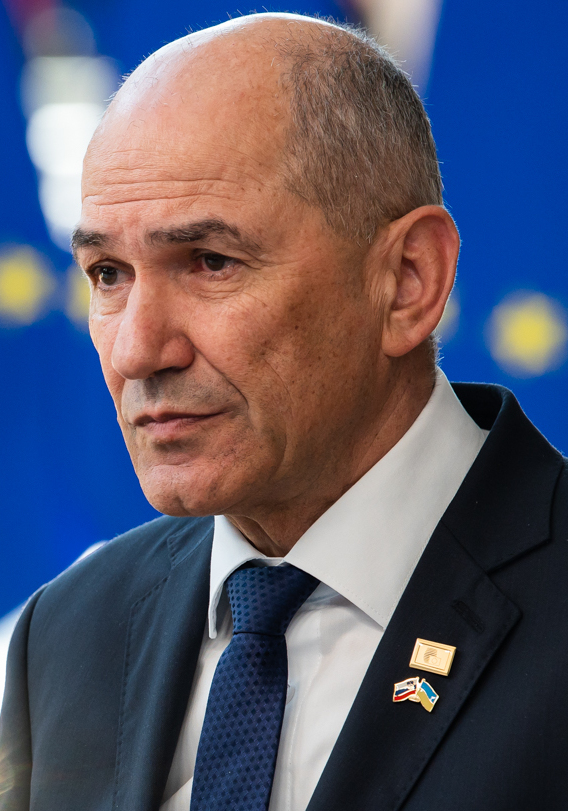
Janez Janša 2004-2008 2012-2013 2020-2022.
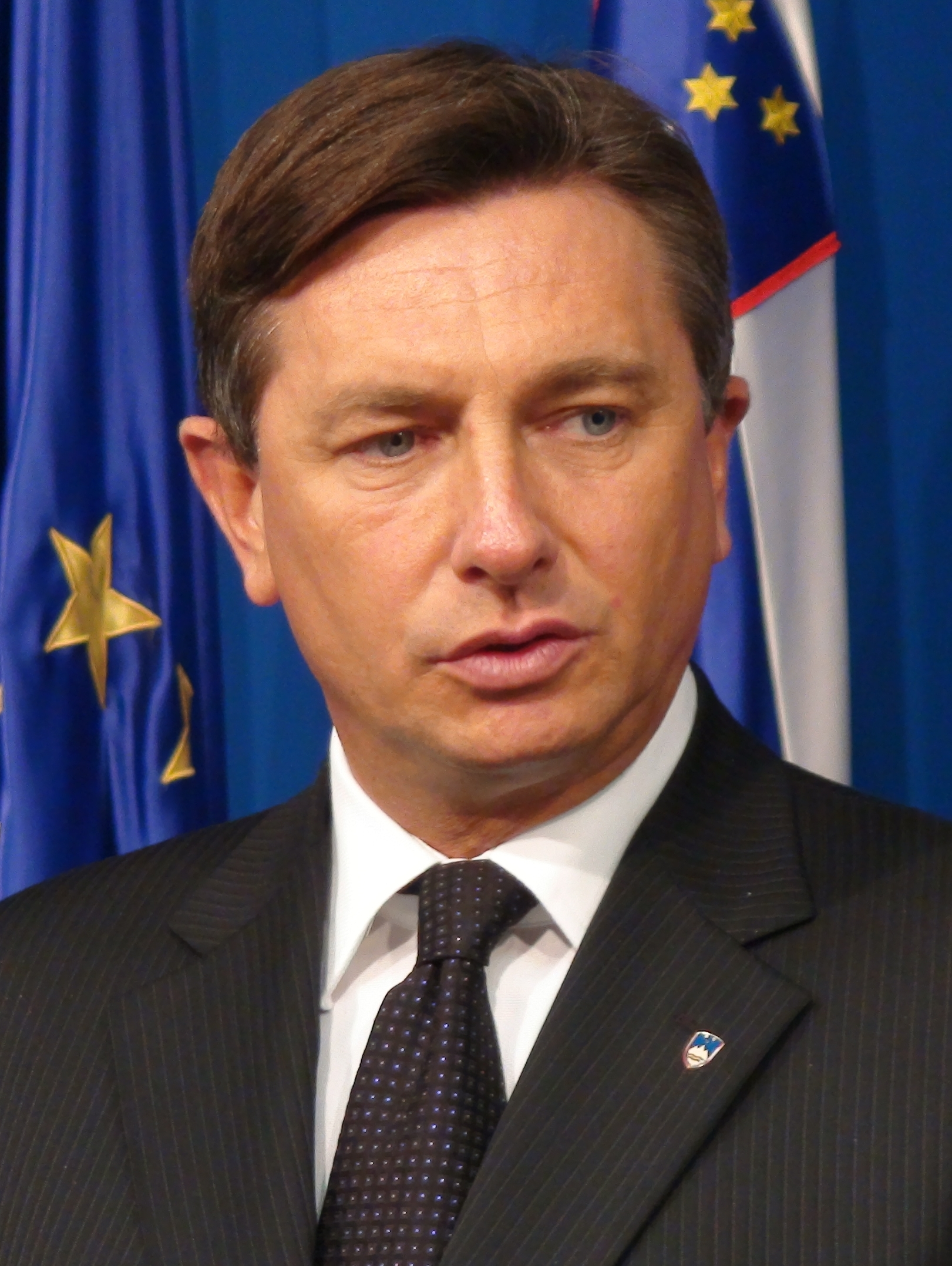
Borut Pahor 2008-2012.
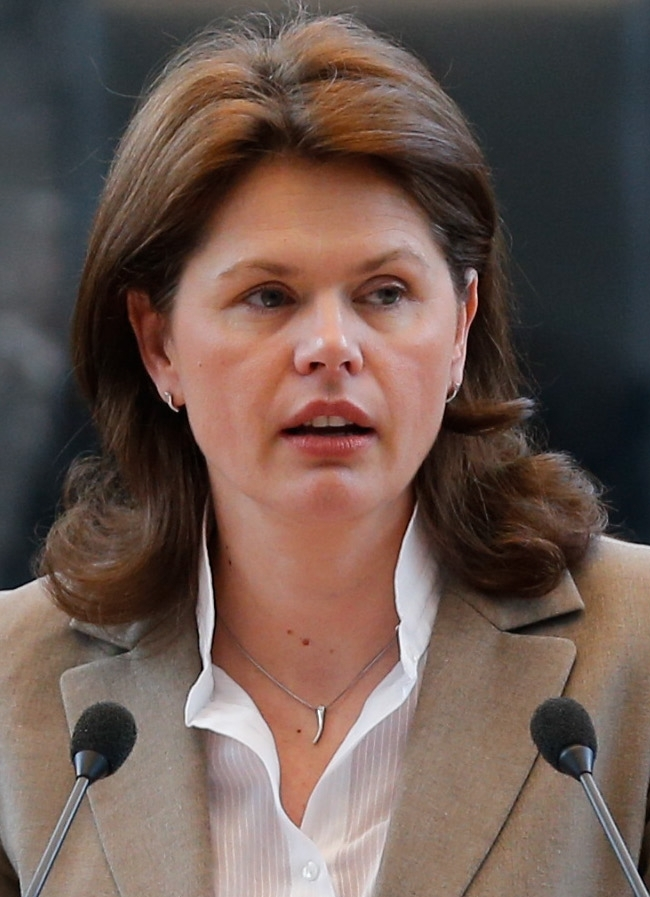
Alenka Bratušek 2013-2014.
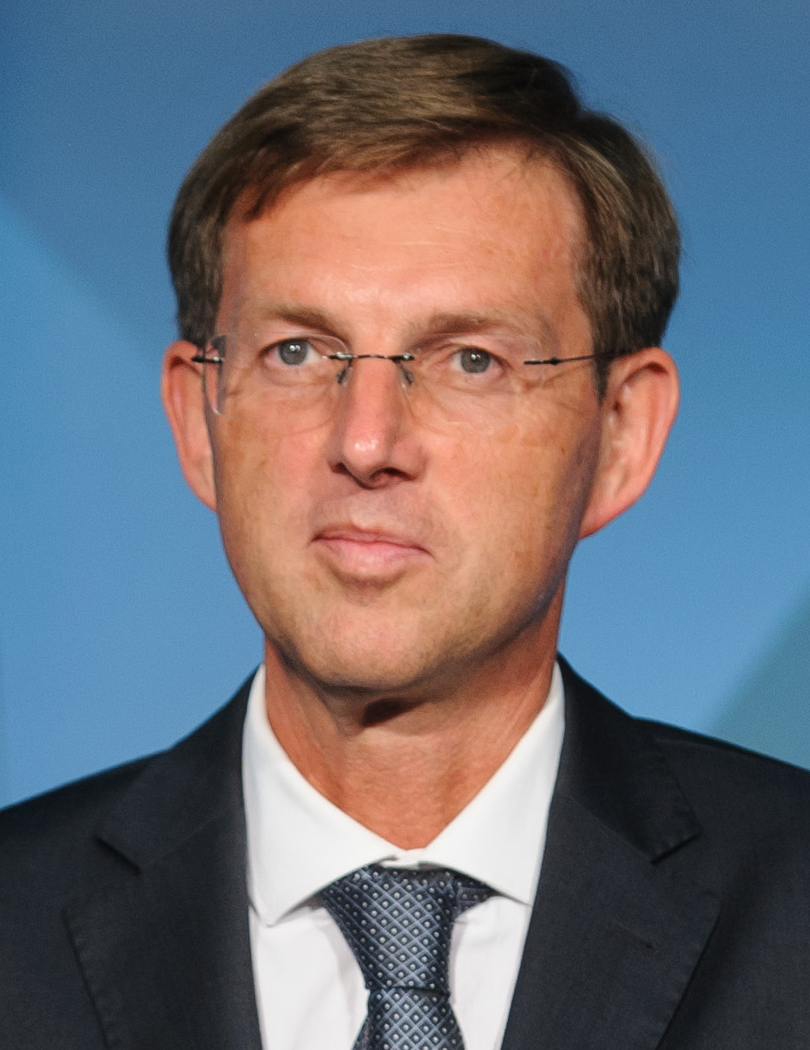
Miro Cerar 2014-2018.
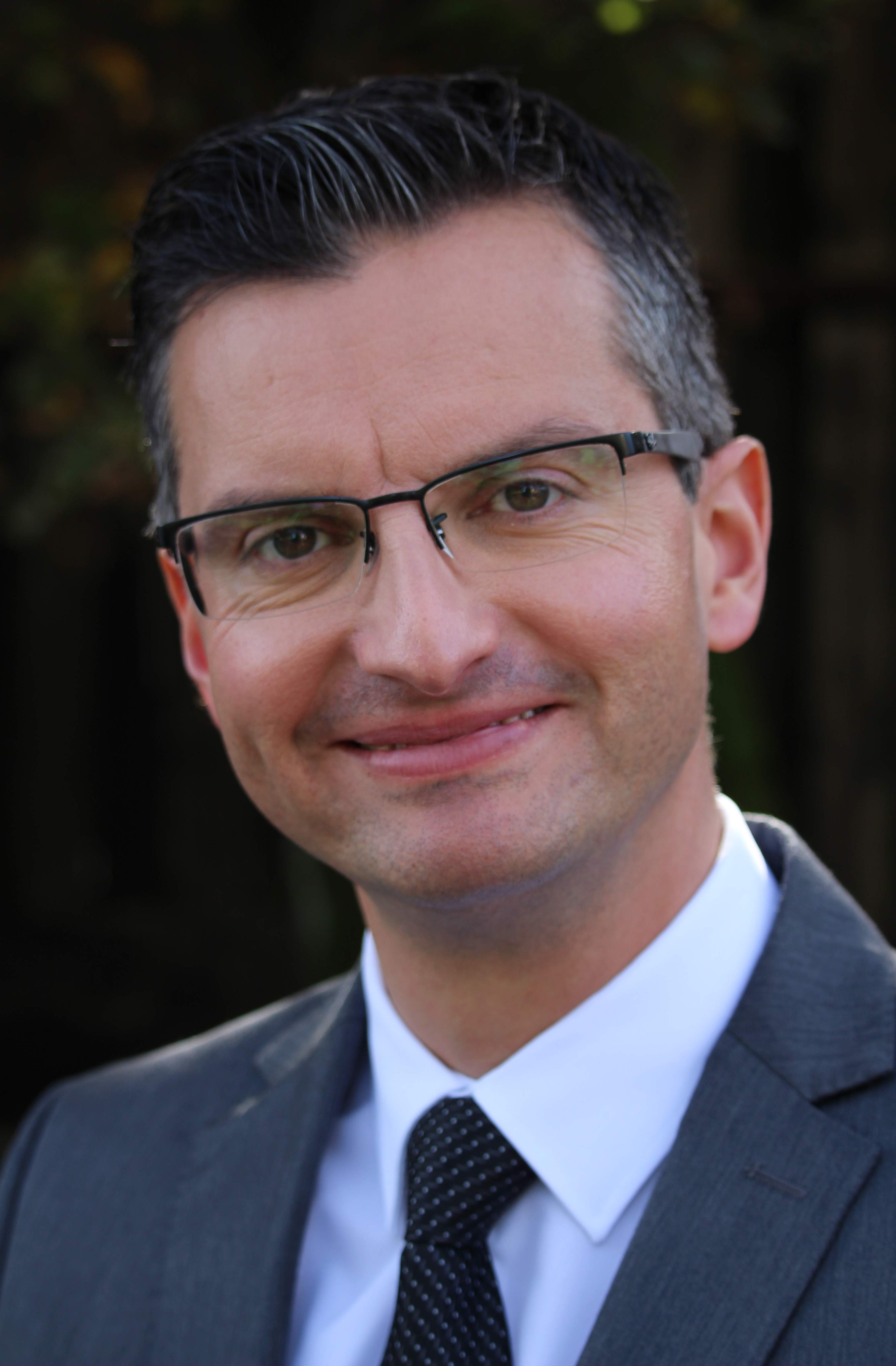
Marjan Šarec 2018-2020.
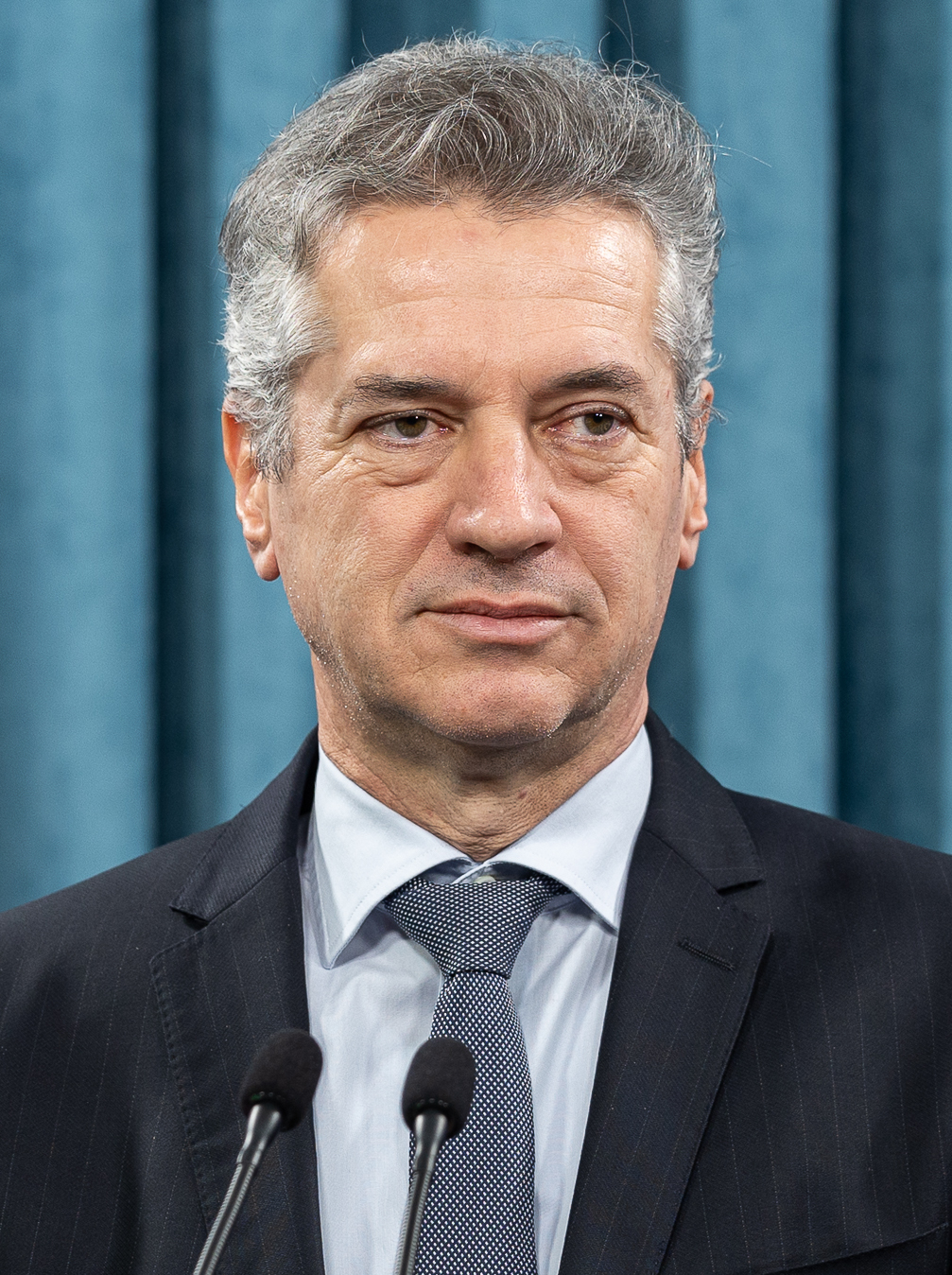
Robert Golob 2022-présent.

#### Autres
- Histoire des Juifs en Slovénie
- Chronologie de Ljubljana (en)
- Religion en Slovénie